# Kreis Hódmezővásárhely
Der Kreis Hódmezővásárhely (ungarisch Hódmezővásárhelyi járás) ist ein Kreis im Osten des südungarischen Komitats Csongrád-Csanád. Er grenzt im Nordwesten an das Komitat Békés.

## Geschichte
Der Kreis ging während der ungarischen Verwaltungsreform Anfang 2013 unverändert aus dem gleichnamigen Kleingebiet (Hódmezővásárhelyi kistérség) hervor.

## Gemeindeübersicht
Der Kreis Hódmezővásárhely hat eine durchschnittliche Gemeindegröße von 13.598 Einwohnern auf einer Fläche von 176,94 Quadratkilometern. Die Bevölkerungsdichte des zweitbevölkerungsreichsten Kreises liegt unter der des Komitats. Verwaltungssitz ist die Stadt Hódmezővásárhely im Zentrum des Kreises.
| Gemeinde               | Status   | Herkunft Kleingebiet | Einwohnerzahl | Einwohnerzahl | Einwohnerzahl | Fläche     | Bevölkerungs- dichte (Ew./km²) |
| Gemeinde               | Status   | Herkunft Kleingebiet | 01.10.2011    | 01.01.2013    | 01.01.2016    | 01.01.2016 | Bevölkerungs- dichte (Ew./km²) |
| ---------------------- | -------- | -------------------- | ------------- | ------------- | ------------- | ---------- | ------------------------------ |
| Hódmezővásárhely       | Stadt    | Hódmezővásárhely     | 46.047        | 45.700        | 44.401        | 487,98     | 91,0                           |
| Mártély                | Gemeinde | Hódmezővásárhely     | 1.315         | 1.281         | 1.295         | 36,45      | 35,5                           |
| Mindszent              | Stadt    | Hódmezővásárhely     | 6.914         | 6.990         | 6.674         | 59,35      | 112,5                          |
| Székkutas              | Gemeinde | Hódmezővásárhely     | 2.284         | 2.193         | 2.021         | 123,99     | 16,3                           |
| Kreis Hódmezővásárhely |          |                      | 56.560        | 56.164        | 54.391        | 707,77     | 76,8                           |